# Castelletto Monferrato
Castelletto Monferrato es una localidad y comune italiana de la provincia de Alessandria, región de Piamonte, con 1.537 habitantes.

## Evolución demográfica
| Gráfica de evolución demográfica de Castelletto Monferrato entre 1861 y 2001 |
|                                                                              |
| Fuente ISTAT - elaboración gráfica de Wikipedia                              |